# تورستن لیبرکنشت
تورستن لیبرکنشت (آلمانی: Torsten Lieberknecht؛ زادهٔ ۱ اوت ۱۹۷۳) بازیکن بازنشسته و سرمربی فوتبال اهل آلمان است که در حال حاضر هدایت باشگاه فوتبال دارمشتات ۹۸ در بوندس‌لیگا را برعهده دارد.
از باشگاه‌هایی که در آن بازی کرده‌است می‌توان به باشگاه فوتبال ماینتس ۰۵، باشگاه فوتبال والدهوف مانهایم، باشگاه فوتبال آینتراخت برانشوایگ، باشگاه فوتبال کایزرسلاوترن و باشگاه فوتبال زاربروکن اشاره کرد.
وی همچنین در تیم‌های ملی فوتبال جوانان آلمان و زیر ۲۱ سال آلمان بازی کرده‌است.